# Txema Martínez Inglés
Txema Martínez i Inglés, que signa com a Txema Martínez (Lleida, el Segrià, 10 de novembre de 1972), és un filòleg, traductor, escriptor, crític literari, poeta i periodista català. Doctor en Comunicació Audiovisual. Traductor professional al català de castellà i d'anglès, ha traduït al català els sonets complets de William Shakespeare. És col·laborador regular i habitual de publicacions com Segre i d'altres. La seva obra ha estat traduïda a una quinzena d'idiomes, entre els quals cal destacar l'anglès i l'eslovè (editats a la plaquette "Kommos", Institució de les Lletres Catalanes, 2004), a banda de l'italià, el letó, el gaèlic, el finès, l'islandès, el croat i el gallec. Una antologia dels seus poemes en castellà traduïts per Antonio Cabrera veurà la llum properament.

## Obra
- Narrativa:
  - Les cendres. Articles 2000-2004. Palma: Moll, 2005. ISBN 978-84-2731-103-9

Es tracta d'una selecció de l'abundant obra com a articulista en la premsa diària.
- Poesia:
  - Hores baixes. Lleida: Universitat de Lleida, 1995
  - Temps impersonal. Lleida: Universitat de Lleida, 1996 ISBN 978-84-8864-586-9
  - Ulls d'ombra. Barcelona: Edicions 62, 1997 ISBN 978-84-2974-336-4Tdu
  - La nit sense alba. Barcelona: Edicions 62, 2000 ISBN 978-84-2974-682-2
  - Sentit. Barcelona: Proa, 2003 ISBN 978-84-8437-628-6
  - L'arrel i la pluja. Barcelona: Proa, 2008 ISBN 978-84-8437-169-4
  - Dol. Barcelona: Edicions 62, 2012. ISBN 978-84-2977-089-6
  - William Shakespeare, Sonets, Eumo, 2010
  - Edgar Allan Poe, Poesia Completa, Quaderns Crema, 2016[6]
  - Camí a Milmanda. València: Pre-Textos, 2022. ISBN 978-84-18935-84-8

## Premis literaris[3]
- Salvador Espriu de poesia jove, 1996: Ulls d'ombra
- Premi de poesia Màrius Torres, 1999: La nit sense alba
- Premi Joan Duch de poesia per a joves escriptors, 2002: El cor de Chopin
- Premis literaris Ciutat de Palma-Joan Alcover de poesia, 2003: Sentit
- Premi Carles Riba de poesia, 2007: L'arrel i la pluja
- Jordi Domènech de traducció de poesia, 2010: Sonets, de William Shakespeare
- Premi Ausiàs March de poesia 2012: Dol
- Premi Cavall Verd - Josep Maria Llompart de poesia 2013: Dol
- Premi de Poesia Jocs Florals de Barcelona 2020: Maria
- Premi II Certamen Internacional de Poesia 2022 Francisco Brines: Camí a Milmanda[7]